# Mordella albosuturalis
Mordella albosuturalis är en skalbaggsart som beskrevs av Liljeblad 1922. Mordella albosuturalis ingår i släktet Mordella och familjen tornbaggar. Inga underarter finns listade i Catalogue of Life.